# Stephen L. Mayham

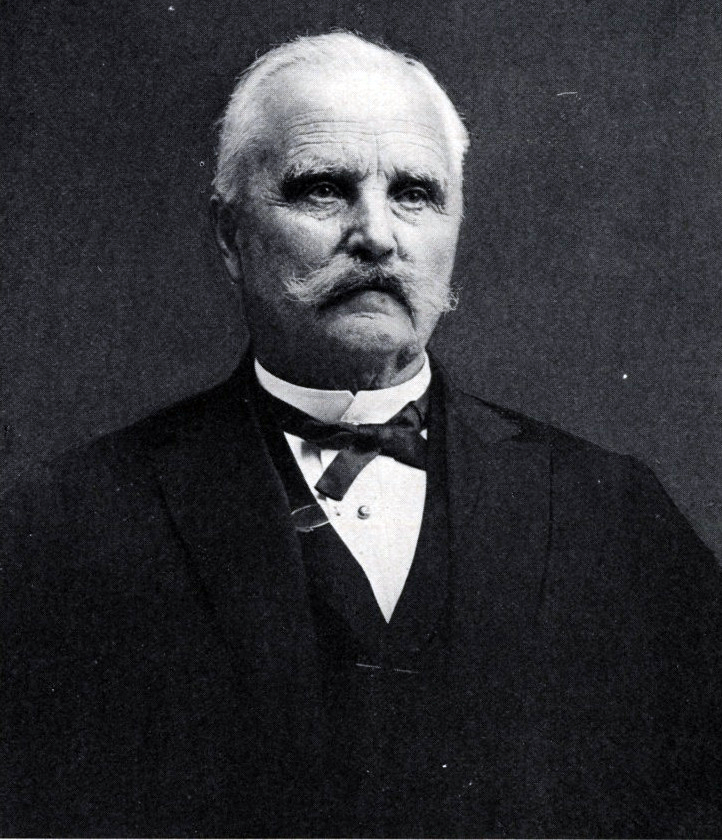
Stephen L. Mayham

Stephen Lorenzo Mayham (* 8. Oktober 1826 in Blenheim, New York; † 3. März 1908 in Schoharie, New York) war ein US-amerikanischer Jurist und Politiker. Er vertrat zwischen 1869 und 1871 sowie zwischen 1877 und 1879 den Bundesstaat New York im US-Repräsentantenhaus.

## Werdegang
Stephen Lorenzo Mayham verfolgte eine akademische Laufbahn. Er studierte Jura in Ithaca. Nach dem Erhalt seiner Zulassung als Anwalt begann er 1848 zu praktizieren. Zwischen 1852 und 1857 war er Superintendent of Schools im Schoharie County und zwischen 1857 und 1860 Supervisor. Während dieser Zeit wurde er 1859 Bezirksstaatsanwalt im Schoharie County – eine Stellung, die er bis 1862 innehatte. Er saß 1863 in der New York State Assembly. Politisch gehörte er der Demokratischen Partei an.
Bei den Kongresswahlen des Jahres 1868 für den 41. Kongress wurde Mayham im 14. Wahlbezirk von New York in das US-Repräsentantenhaus in Washington, D.C. gewählt, wo er am 4. März 1869 die Nachfolge von John V. L. Pruyn antrat. Er schied nach dem 3. März 1871 aus dem Kongress aus. Im Jahr 1876 kandidierte er im 15. Wahlbezirk von New York für den 44. Kongress. Nach einer erfolgreichen Wahl trat er am 4. März 1877 die Nachfolge von John H. Bagley junior an. Er schied nach dem 3. März 1879 aus dem Kongress aus.
Zwischen 1883 und 1887 war er Richter im Schoharie County. Mayham nahm in den Jahren 1884 und 1892 an den Democratic National Conventions teil. Er war Richter am New York Supreme Court und zwischen 1886 und 1896 vorsitzender Richter (presiding justice). Am 3. März 1908 verstarb er in Schoharie und wurde dann auf dem St. Paul’s Lutheran Cemetery beigesetzt.